# Eine florentinische Tragödie
Eine florentinische Tragödie ist eine Oper in einem Akt von Alexander von Zemlinsky (Musik). Der Text beruht auf der gleichnamigen Dichtung (Originaltitel: A Florentine Tragedy) von Oscar Wilde in der deutschen Übersetzung von Max Meyerfeld. Das Werk erlebte seine Uraufführung am 30. Januar 1917 am Württembergischen Hoftheater in Stuttgart. Am Pult stand Max von Schillings.

## Handlung
Die Oper spielt im Hause des Kaufmanns Simone in der italienischen Stadt Florenz zur Zeit der Renaissance.
Der Tuchhändler Simone kehrt vorzeitig von einer Geschäftsreise zurück. Dabei muss er mit ansehen, wie ihn seine Frau Bianca mit Guido Bardi, dem Prinzen von Florenz, betrügt. Simone tut so, als lasse ihn dies völlig kalt und der Liebhaber seiner Gattin sei nur hier, weil er von ihm etwas kaufen wolle. Er serviert ihm Wein und legt ihm verschiedene edle Stoffe vor. Auf seine Frage, welches seiner Angebote ihn besonders interessiere, antwortet der Prinz unverblümt, dies sei seine Frau Bianca. Daraus entfacht sich zwischen den beiden Männern ein Streit. Zuerst fechten sie nur mit Worten. Als aber der Prinz Simone bis zur Weißglut reizt, fordert ihn dieser zum Duell mit Schwertern heraus. Bei dem Gefecht stachelt Bianca den Prinzen an, ihren verhassten Mann zu töten. Zunächst scheint es auch so, als ziehe Simone den Kürzeren. Doch dann fordert er seine Frau auf, alle Lichter zu löschen. Bianca kommt der Bitte nach. In der Dunkelheit gewinnt Simone die Oberhand und erdrosselt seinen Nebenbuhler. Durch diese Tat gewinnt er den Respekt seiner Gattin zurück. Nach einem Wechselbad der Gefühle sinkt sie ihrem Mann in die Arme.

## Wiederentdeckung, Musik
Bald nach Zemlinskys Tod waren seine Werke weitgehend vergessen. Es sollte rund 30 Jahre dauern, bis sie wieder den Weg an die Öffentlichkeit fanden. Die Renaissance begann 1977 in Kiel, wo die florentinische Tragödie zusammen mit Zemlinskys anderem Einakter Der Zwerg wiederaufgeführt wurde. Der große Erfolg stellte sich aber erst 1981 bei einer Aufführung durch die Hamburger Staatsoper in der Inszenierung von Adolf Dresen ein.
Zemlinskys Musik pendelt zwischen Spätromantik, Verismus und Moderne, verlässt aber nie den Boden der Tonalität.